# Гарвін (Оклахома)
Гарвін (англ. Garvin) — місто (англ. town) в США, в окрузі Маккертен штату Оклахома. Населення — 177 осіб (2020).

## Географія
Гарвін розташований за координатами 33°57′20″ пн. ш. 94°56′9″ зх. д. / 33.95556° пн. ш. 94.93583° зх. д. (33.955502, -94.935903).  За даними Бюро перепису населення США в 2010 році місто мало площу 4,98 км², з яких 4,98 км² — суходіл та 0,00 км² — водойми.

## Демографія
Згідно з переписом 2010 року, у місті мешкало 256 осіб у 90 домогосподарствах у складі 63 родин. Густота населення становила 51 особа/км².  Було 100 помешкань (20/км²).
Расовий склад населення:
| - 84,0 % — білих - 8,2 % — корінних американців - 2,3 % — чорних або афроамериканців - 1,6 % — осіб інших рас |

До двох чи більше рас належало 3,9 %. Частка іспаномовних становила 2,0 % від усіх жителів.
За віковим діапазоном населення розподілялося таким чином: 30,5 % — особи молодші 18 років, 55,0 % — особи у віці 18—64 років, 14,5 % — особи у віці 65 років та старші. Медіана віку мешканця становила 33,3 року. На 100 осіб жіночої статі у місті припадало 101,6 чоловіків;  на 100 жінок у віці від 18 років та старших — 91,4 чоловіків також старших 18 років.
Середній дохід на одне домашнє господарство  становив 38 497 доларів США (медіана — 18 750), а середній дохід на одну сім'ю — 50 038 доларів (медіана — 24 643). За межею бідності перебувало 40,3 % осіб, у тому числі 63,8 % дітей у віці до 18 років та 24,2 % осіб у віці 65 років та старших.
Цивільне працевлаштоване населення становило 63 особи. Основні галузі зайнятості: освіта, охорона здоров'я та соціальна допомога — 30,2 %, виробництво — 15,9 %, будівництво — 15,9 %.